# General Relativity
 (octobre 2009).
Si vous disposez d'ouvrages ou d'articles de référence ou si vous connaissez des sites web de qualité traitant du thème abordé ici, merci de compléter l'article en donnant les références utiles à sa vérifiabilité et en les liant à la section « Notes et références ».
En physique, et spécialement en théorie de la relativité, General Relativity est un livre scientifique populaire, écrit par Robert Wald et portant sur la théorie de la relativité générale d'Einstein.